# Torre Diana
La Torre Diana es un rascacielos ubicado en Río Misisipi, Colonia Cuauhtémoc, alcaldía Cuauhtémoc, en la Ciudad de México
Torre Diana es un proyecto de 33 pisos de oficina Clase A+, el cual cuenta con casi 63 mil metros rentables, de los cuales 60 mil son de oficinas y tres mil metros son comerciales. Además contará con la mayor tecnología de certificación LEED, por mencionar algunas características.
El proyecto requirió una inversión de 165 millones de dólares, aportados por Fibra Uno y sus socios Reichmann International y Grupo MF.
En 2016 la Torre Diana es el 15.º edificio más alto de la capital y séptimo sobre la avenida Paseo de la Reforma, después de la Torre Reforma, Punto Chapultepec, Torre Bancomer, Torre Mayor, Punta Reforma y Torre Reforma Latino.
La construcción comenzó en 2013 y finalizó en enero del 2016.

## La Forma
- Su altura es de 168.7 m hasta el espiral y hasta el techo será de 145.5 metros con 35 pisos de los cuales tendrá 7 sótanos subterráneos.
- El área total de cada torre será de: 100,000 m² y la altura de piso a techo será de 6 metros.

## Detalles importantes
- Cuenta con 16 elevadores (ascensores). Estos alcanzaran un máximo de avance de 6,8 metros por segundo.
- El edificio podrá soportar un sismo de 8.5 en la escala de Richter.
- La torre tuvo una inversión de 200 millones de dólares, de los cuales 20 millones costo el terreno.
- Actualmente Rick Ricker, cabeza de Reichman en México, está evaluando los proyectos arquitectónicos finales.
- Cabe destacar que la Torre Diana es de los nuevos rascacielos del Paseo de la Reforma junto con, Torre Bicentenario, Edificio Reforma 222 Torre 1, Reforma 222 Centro Financiero, Edificio Reforma 243, Torre Magenta, Edificio Reforma 90, Torre HSBC, Torre Libertad, Edificio Reforma 243, Torre Florencia y Torre Reforma.
- Es considerado un edificio inteligente, debido a que el sistema de luz es controlado por un sistema llamado B3, al igual que el de Reforma 222 Centro Financiero, Torre Ejecutiva Pemex, World Trade Center México, Torre Altus, Arcos Bosques, Arcos Bosques Corporativo, Torre Latinoamericana, Edificio Reforma 222 Torre 1, Haus Santa Fe, Edificio Reforma Avantel, Residencial del Bosque 1, Residencial del Bosque 2, Torre del Caballito, Torre HSBC, Panorama Santa fe, City Santa Fe Torre Ámsterdam, Santa Fe Pads, St. Regis Hotel & Residences, Torre Lomas.

## Datos clave
- Altura- 168.7 m
- Espacio total - 100,000 m².
- Espacio de oficinas - 57.000 m².
- Pisos- 35 niveles.
- Condición: 	En Construcción.
- Rango: 	
  - En México: 2014: º lugar
  - En Ciudad de México: 2014: º lugar
  - En Latinoamérica: 25º lugar
  - En América del Norte (Rascacielos en construcción): ° lugar
  - En la Avenida el Paseo de la Reforma: 2011: º lugar